# Kreiskriegerdenkmal Annaberg

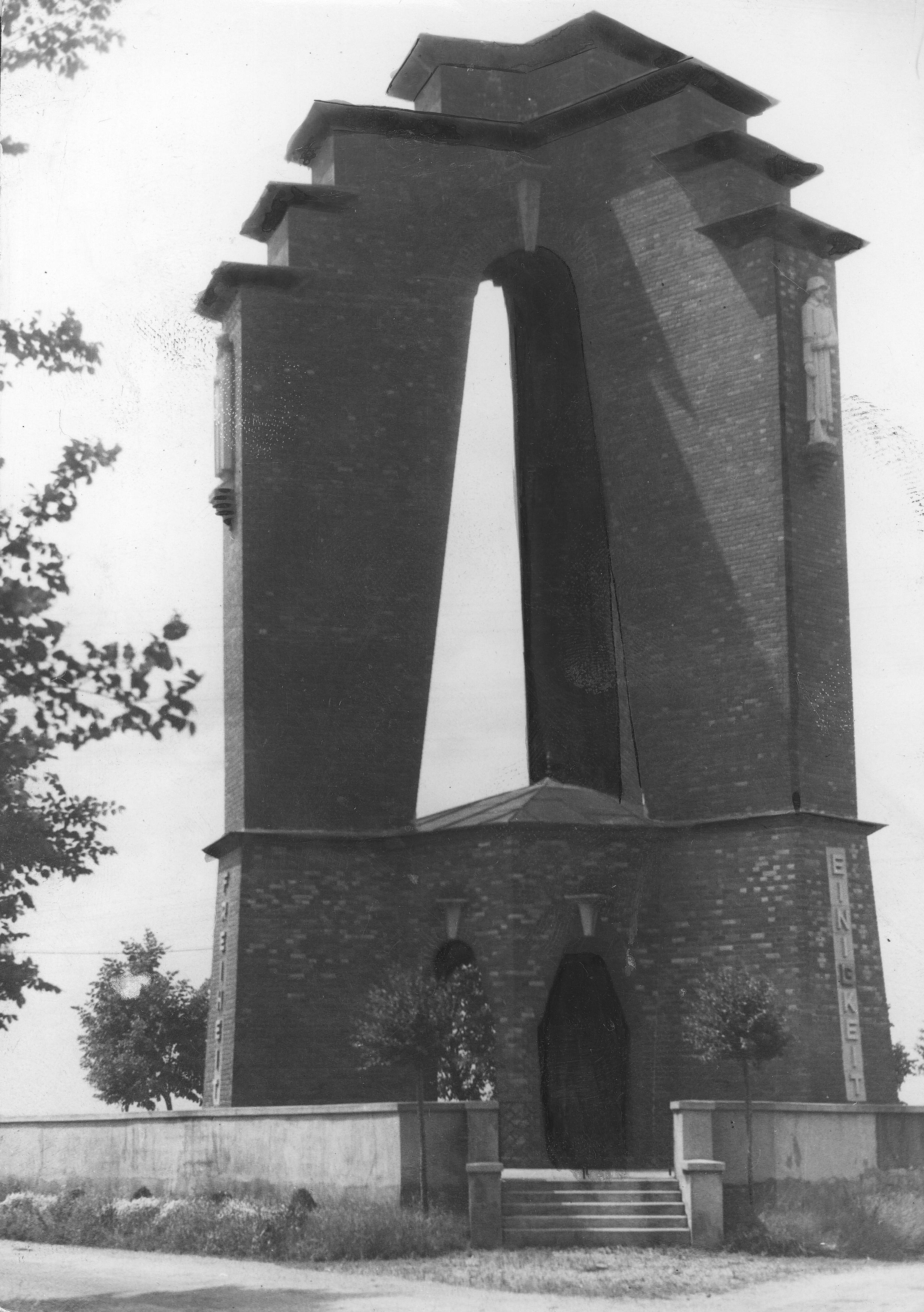
Das Denkmal 1940

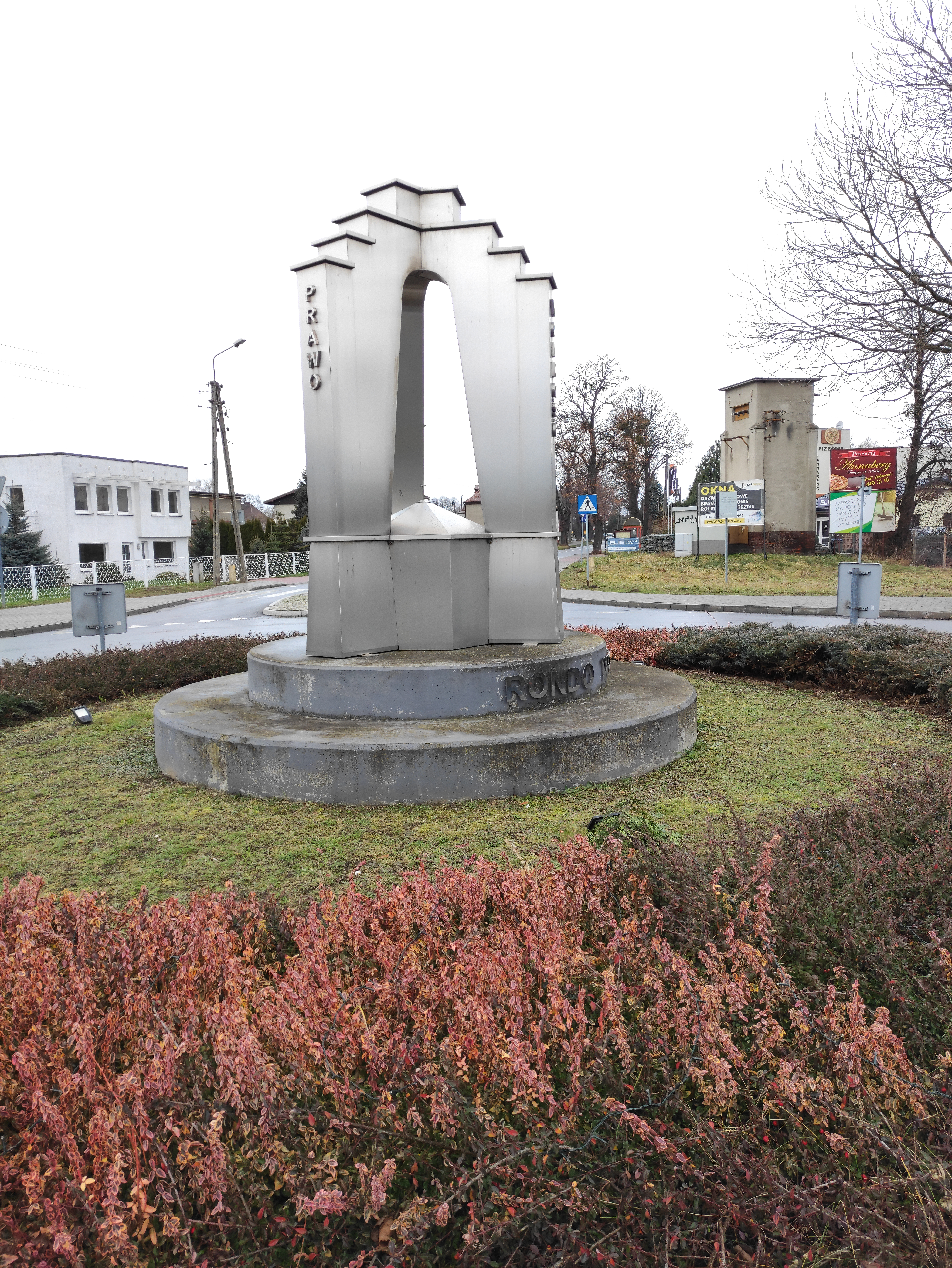
Das heutige Drei-Nationen-Denkmal

Das Kreiskriegerdenkmal Annaberg (auch Drei-Länder-Kriegerdenkmal, Dreistaatenstein oder Kriegerdenkmal Annaberg-Oderberg) war ein Gefallenendenkmal in Form eines Turms bestehend aus drei nach oben zusammenlaufenden Pfeilern in Annaberg (heute Chałupki) und Preußisch Oderberg in Oberschlesien, das einerseits an die Gefallenen des Landkreises Ratibor aus dem Ersten Weltkrieg erinnern sollte und andererseits auch an die neue Grenzziehung 1922 und die Volkszählung in Oberschlesien erinnern sollte, die dort in der Nähe zur Entstehung eines neuen Dreiländerecks führte. Diese Grenzziehung teilte auch den früheren Landkreis Ratibor auf.
An seiner Stelle befindet sich heute ein Kreisverkehr, in dem eine Kopie des Denkmals in Miniaturform mit dem Namen Drei-Nationen-Denkmal (oder auch Dreiländerdenkmal) aufgebaut wurde.

## Geschichte
Das Denkmal wurde 1929 nach den Plänen des Regierungsbaurats Reck aus Oppeln errichtet und bestand aus Stahlbeton und war mit Ziegeln verkleidet und etwa 20 Meter hoch. Die Realisierung wurde durch den Maurermeister Karl Kaistra aus Ratibor ausgeführt. Das Denkmal wurde in einem nüchternen modernen Stil gestaltet. Im Oktober 1929 fand die feierliche Einweihung des Denkmals statt. Jeder der drei Pfeiler zeigte in die Richtung eines Landes (Deutschland, Polen, Tschechoslowakei), hatte je eine Inschrift (Einigkeit, Recht, Freiheit) im unteren Teil und je eine Skulptur eines stehenden Soldaten im oberen Teil. Die Pfeiler bildeten dabei einen Turm, der sich nach oben hin treppenförmig verjüngte. Im Inneren befand sich zudem eine Kapelle zum Gedenken. Im Inneren dieser Kapelle befanden sich eine Tafel mit den Namen der gefallenen Soldaten, ein Kreuz und ein Sarkophag bzw. Altar, an dem sich an jeder Seite Inschriften befanden. Darunter „Der Tod für das Vaterland ist ewiger Verehrung wert“. Als Aufstellungsort wurde eine Straßengabelung bei Annaberg genommen, wo die Straßen nach Oderberg, Ruderswald und Hultschin führten, und sich auch der Bahnhof Annaberg befand, wodurch es verkehrlich gut zu erreichen war. Um das Denkmal wurden eine flache Mauer errichtet und eine Treppe als Zugang gebaut. Nicht weit von Annaberg befand sich das Dreiländereck, wo die Olsa in die Oder fließt. 1969 wurde das Denkmal zerstört.
An der Stelle, wo sich das frühere Denkmal befand, wurde 2012 eine Kopie aus Metall in Miniaturform von etwa einem Meter in einem Kreisverkehr aufgebaut. Zuvor hatten Anwohner in den 2000er Jahren die Idee und den Wunsch bekundet, das frühere Denkmal in origineller Form als 10 Meter hoher Miniatur-Nachbildung wieder aufzubauen und damit daran zu erinnern, dass sich hier früher die Grenzen von drei Staaten trafen. Dieses neuerbaute Drei-Nationen-Denkmal hat die Inschriften Jedność, Prawo und Wolność, was eine polnische Übersetzung der Wörter Einigkeit, Recht und Freiheit ist. Der Kreisverkehr wurde ebenfalls nach den Drei Nationen (Rondo Trzech Narodów) benannt.